# Молнія-Л
Молнія-Л (укр. Блискавка, Індекс ГРАУ 8К78Л, інше позначення 8К78/Є6) — радянська п'ятиступенева ракета-носій сімейства Р-7 для запуску автоматичних міжпланетних станцій серії Є-6 до Місяця. Ракета-носій була створена на базі ракети-носія Молнія. Для зменшення маси ракети-носія і, відповідно, збільшення маси автоматичної міжпланетної станції, управління третім і четвертим ступенями здійснювалось «п'ятим ступенем» — автоматичною міжпланетною станцією Є-6. З 1963 по 1965 роки здійснено 5 запусків, з них 3 невдалих, 1 успішний (Луна-4) і 1 частково успішний (Космос-60).

## Список запусків
| № | Дата і час            | Апарат               | Примітки |
| - | --------------------- | -------------------- | --- |
| 1 | 4 січня 1963, 8:49    | Супутник-25 (Є-6 №1) | Не увімкнувся двигун четвертого ступеня. Апарат залишився на проміжній орбіті Землі і згорів в атмосфері 5 січня.    |
| 2 | 3 лютого 1963, 9:29   | Луна Є-6 №2          | Збій в системі управління блока Л. Апарат не вийшов на орбіту Землі.                                                 |
| 3 | 2 квітня 1963, 8:24   | Луна-4 (Є-6 №3)      | Проліт повз Місяць, вихід на геліоцентричну орбіту.                                                                  |
| 4 | 12 березня 1965, 9:36 | Космос-60 (Є-6 №9)   | Не увімкнувся двигун четвертого ступеня. Апарат залишився на проміжній орбіті Землі і згорів в атмосфері 17 березня. |
| 5 | 10 квітня 1965        | Луна Є-6 №8          | Аварія третього ступеня. Апарат не вийшов на орбіту Землі.                                                           |